# Tanjung (Benai)
Tanjung is een bestuurslaag in het regentschap Kuantan Singingi van de provincie Riau, Indonesië. Tanjung telt 442 inwoners (volkstelling 2010).